# رهوة جعفر (يهر)

تعديل مصدري - تعديل

رهوة جعفر هي إحدى قرى عزلة يهر بمديرية يهر التابعة لمحافظة لحج، بلغ تعداد سكانها 35 نسمة حسب تعداد اليمن لعام 2004.